# João Torquato Coelho Rocha
João Torquato Coelho Rocha (Angra do Heroísmo, 19 de abril de 1856 — Angra do Heroísmo, 23 de julho de 1938) foi um bacharel em Direito, formado pela Universidade de Coimbra, advogado, que exerceu funções políticas. Foi secretário-geral do governo civil do Distrito de Angra do Heroísmo, servindo como governador civil do mesmo Distrito de 9 de outubro a 9 de novembro de 1899 e de 27 a 28 de junho de 1900.

## Biografia
Natural de Angra do Heroísmo, filho de Manuel Augusto Coelho Borges e de sua mulher Carlota Augusta de Sousa Rocha. Morreu solteiro. Político terceirense, foi governador civil do Distrito de Angra do Heroísmo.
Obteve o grau de bacharel em Direito pela Universidade de Coimbra em 8 de julho de 1881. Foi administrador do concelho da Praia da Vitória, amanuense e segundo oficial governo civil de Angra do Heroísmo, secretário-geral do distrito da Horta e depois do distrito de Angra, de POnta Delgada e de Coimbra, onde se aposentou. Foi professor provisório de legislação e grego no Liceu de Angra e professor contratado de alemão no mesmo Liceu. Teve banca de advogado em Angra.